# Abigail Dean
Abigail Dean, född 1988 eller 1989, är en brittisk författare bosatt i södra London. Hon har blivit uppmärksammad för sin debut med romanen Girl A, även utgiven på svenska med titeln Flicka A (2021).

## Biografi
Dean är född i Manchester och växte upp i Hayfield, Derbyshire i England. Hon har en examen i engelsk litteratur från universitetet i Cambridge. Hon har vidareutbildat sig i juridik med specialisering inom informationsteknik, och har sedan arbetat inom detta område. Hon arbetar (2021) som jurist för Google.
År 2019 blev det känt att hon accepterat ett sex-siffrigt belopp i brittiska pund från förlaget HarperCollins för sin första roman Girl A, samt ytterligare en roman, The Conspiracies. Girl A publicerades i Storbritannien i januari 2021.
I maj 2021 meddelades att romanen ska bli tv-serie i regi av Johan Renck.

### Flicka A
Boken är inspirerad av verkliga fall och är en berättelse om sex barn som hålls fångna av sina religiösa föräldrar. Barnens tillvaro blir allt sämre, och till slut bestämmer sig Lex, också kallad Flicka A, för att rymma. Fadern begår självmord, modern sätts i fängelse och barnen adopteras bort. Senare avlider modern och bokens berättare Lex söker upp sina syskon för att diskutera hur de ska hantera arvet bestående av huset de vuxit upp i.